# آدم كروبا
آدم كروبا (بالبولندية: Adam Krupa)‏ هو لاعب كرة قدم بولندي في مركز الوسط، ولد في 18 ديسمبر 1952 في جيشن في بولندا. لعب مع أركا غدينيا.